# Richard Nixon
 "Nixon" omdirigeres hertil. For andre betydninger af Nixon, se Nixon (film).
Richard Milhous Nixon (født 9. januar 1913, død 22. april 1994) var en amerikansk politiker og USA's 37. præsident (1969 – 1974), som var medlem af det Republikanske Parti. Han havde tidligere, under præsident Dwight D. Eisenhower, tjent som USA's 36. vicepræsident fra 1953 til 1961. Han havde ligeledes både repræsenteret sin hjemstat, Californien, i det amerikanske Senatet fra 1950 til 1953, ligesom han også havde været medlem af Repræsentanternes Hus fra 1947 til 1950.
Nixon slog Hubert Humphrey ved præsidentvalget i 1968, mens han vandt en jordskredssejr over George McGovern ved præsidentvalget i 1972. Således modtog Nixon hele 520 valgmandsstemmer i 1972 mens McGovern kun formåede at vinde 17 valgmandsstemmer, hvilket resulterede i en af de største valgsejre i amerikansk historie – kun Franklin D. Roosevelt i 1936 og Ronald Reagan i 1984 har formået at få mere end 520 valgmandsstemmer.
Udenrigspolitisk var Nixon med til at afslutte USA's involvering i Vietnamkrigen, normalisere og nedbringe det anspændte forhold til både Sovjetunionen og Kina (se eksempelvis Nixons besøg i Kina), og etablere en luftbro til at forsyne Israel i forbindelse med Yom Kippur-krigen – en krig som førte til oliekrisen i 1973. Desuden var Nixon præsident, da USA udføre den første bemande månelanding som signalerede en afslutning på rumkapløbet. Indenrigspolitisk fik han oprettet det amerikanske miljøagentur Environmental Protection Agency (EPA), igangsat kampen mod cancer ("War on cancer") og gennemtvunget en desegregation af skoler i Sydstaterne.
Nixon er dog mest kendt for at være den eneste præsident der er trådt tilbage, hvilket skete som en konsekvens af Watergate-skandalen d. 9. august 1974 (knap halvvejs inde i Nixons anden periode som præsident). Han blev efterfølgende benådet, d. 8. september 1974, af sin efterfølger præsident Gerald Ford. Nixon blev dog aldrig stillet for en rigsretssag, da han trak sig inden det kom til en afstemning i Repræsentanternes Hus. Ford benådede derfor Nixon for mulige ulovligheder han måtte have begået som præsident. Wategate-skandalen har præget Nixons eftermæle, hvor eksempelvis forskellige undersøgelser blandt historikere og politologer konsistent har rangeret Nixon som en under gennemsnitlig præsident. Sådanne evalueringer af ham har imidlertid vist sig at være komplekse, da hans store udenrigs- og indenrigspolitiske succeser som præsident står i stærk kontrast til de omstændigheder, som prægede hans afgang fra embedet.

## Baggrund
Richard Nixon voksede op i Yorba Linda i Orange County i det sydlige Californien som søn af Francis Nixon og Hannah Milhous, der havde tyske immigrantrødder. Nixon havde fire brødre.
Richard Nixon var en fremragende student og blev optaget på Harvard University, men familien havde ikke råd til at sende sønnen til Massachusetts. Nixon tog i stedet en universitetsuddannelse på det lille kvæker-universitet Whittier College i 1934 og blev i 1938 uddannet advokat fra Duke University i North Carolina. I 1940 blev han gift med Patricia Ryan, og han tjente i den amerikanske flåde som løjtnant under 2. verdenskrig.

## Politisk karriere

### Kongresmedlem og senator
Efter 2. verdenskrig vendte Richard Nixon tilbage til Californien, hvor han stillede op til den amerikanske kongres. Nixon vandt bl.a. valget på at beskylde sin modstander, Jerry Voorhis, for at være kommunist. Der går en myte om, at Nixon betalte en del af valgkampen ved hjælp af gevinster vundet i pokerspil.
Da Nixon i 1948 skulle genvælges til kongressen, blev han nomineret som kandidat af både det republikanske og det demokratiske parti.
I kongressen fortsatte Nixon sin kamp mod kommunister både i og uden for USA. Han var medlem af HUAC-komitén (House Un-American Activities Committee), der blev berømt og berygtet for at jage sovjetsympatisører bl.a. i Hollywood.
Richard Nixon blev i 1950 opstillet som den republikanske kandidat til det amerikanske senat. Han slog den demokratiske kandidat Helen Gahagan Douglas, igen ved bl.a. at beskylde modkandidaten for at være i ledtog eller i hvert fald sympatisere med de røde (kommunisterne). Nixon fik 59,2 % af stemmerne mod Douglas' 40,8 %.

### Vicepræsident af USA
Med den tidligere øverstbefalende for de allierede styrker under 2. verdenskrig, general Dwight D. Eisenhower som præsidentkandidat, blev Richard Nixon nomineret som vicepræsidentkandidat i 1952, kun 39 år gammel. Han og den populære general vandt præsidentvalget mod den demokratiske kandidat Adlai E. Stevenson, guvernør fra Illinois, og dennes vicepræsidentkandidat senator John Sparkman fra Alabama.
Det var i forbindelse med valgkampen i 1952 at Nixon gav sin berømte "Checkers"-tale efter at være blevet anklaget for at have modtaget penge ulovligt fra en række erhvervsfolk. Nixon afværgede alle anklager i en direkte transmitteret tv-tale, men indrømmede at en tilhænger i Texas havde foræret ham en cockerspaniel, som hans to døtre havde døbt Checkers.
Som vicepræsident advokerede Nixon for brugen af taktiske atomvåben i Korea i 1950.
Præsident Eisenhower valgte at genopstille og Richard Nixon blev gennomineret som vicepræsidentkandidat i 1956. De vandt igen over Adlai E. Stevenson, der stillede op sammen med senator Estes Kefauver fra Tennessee.

### Præsidentkandidatur
I 1960 prøvede Nixon at blive præsident, men tabte til den demokratiske senator John F. Kennedy fra Massachusetts. Hans nederlag kædes ofte sammen med hans fremtoning i en tv-transmitteret debat mellem de to kandidater. I den tv-transmitterede debat havde demokraternes unge præsidentkandidat John F. Kennedy valgt ikke at bruge make-up, hvilket fik Nixon til også at afvise make-up. Kennedy så ung, frisk og tiltalende ud, medens Nixon tværtimod så udmattet og sygelig ud. Og det var efter sigende, denne fremtoning der medførte Nixons nederlag til Kennedy. Nixon var den første præsidentkandidat, der i løbet af en valgkamp besøgte alle 50 stater, flere af dem med et skadet knæ. Valget mellem Kennedy og Nixon var uhyre tæt og republikanerne beskyldte Kennedy for at have købt stemmer i Chicago og dermed vinde den store, vigtige stat Illinois.
Richard Nixon kandiderede i 1962 til posten som guvernør for delstaten Californien. Han tabte valget til den demokratiske guvernør Pat Brown. Talen, hvor han accepterede sit nederlag, blev kendt for sætningen "You won't have Nixon to kick around anymore because, gentlemen, this is my last press conference".
I 1964 støttede Richard Nixon den republikanske kandidat senator Barry Goldwater fra Arizona i dennes forgæves forsøg på at vinde over præsident Lyndon B. Johnson.

## Præsident af USA
I 1968 blev Nixon valgt til præsident med et løfte om at stoppe Vietnamkrigen. Han slog den demokratiske kandidat Hubert H. Humphrey fra Minnesota. Nixons vicepræsident var den tidligere guvernør i Maryland, Spiro T. Agnew, der blev tvunget til at træde tilbage i 1973 på grund af en skatteunddragelsessag fra sin tid som guvernør.
Den største succes under Richard Nixons præsidentskab var normaliseringen af forholdet til Kina. Et andet stort øjeblik var da amerikanske astronauter som de første landede på Månen i 1969.
Blandt Nixons andre store udenrigspolitiske successer var aftalen med Sovjetunionen om nedrustning, kendt som SALT I, og underskrivelsen af ABM-traktaten, i begge tilfælde aftaler, som var udtænkt af Henry Kissinger.
Nixon blev genvalgt i 1972 med en af de største marginer i amerikansk historie, da hans slog senator George McGovern fra South Dakota. Nixon fik 60,7 % af stemmerne, næsten 18 millioner flere end sin modkandidat og han vandt 49 ud af 50 stater, med Massachusetts som den eneste undtagelse.

### Watergate-skandalen
Nixon blev den første amerikanske præsident nogensinde, der måtte gå af før tid. Det skete som følge af Watergate-skandalen i 1974. Watergate drejede sig om aflytninger af det demokratiske partis hovedkontor, som havde til huse i Watergate-bygningen i Washington D.C. Richard Nixon valgte selv at trække sig tilbage, da han stod over for en rigsretssag, og han kunne heller ikke senere retsforfølges for sin eventuelle involvering, fordi hans efterfølger, præsident Gerald Ford, udstedte en meget kontroversiel amnesti.
Historien om Watergate er blevet filmatiseret i filmen Alle Præsidentens Mænd med Robert Redford og Dustin Hoffman, og der er også lavet en film Nixon af instruktøren Oliver Stone.
Richard Nixon døde den 22. april 1994 i New York City. Han blev 81 år gammel. Han er begravet på The Richard Nixon Presidential Library & Birthplace i Yorba Linda, Californien.

## Eksterne links
- Richard Nixon Library & Birthplace, Yorba Linda, California
- Officiel Biografi / Det Hvide Hus (Webside ikke længere tilgængelig)